# Политехнички институт за напредне науке
Политехнички институт за напредне науке (фр. Institut polytechnique des sciences avancées) је француски универзитет основан 1961. са седиштем у Тулузу, Лиону, Марсељу и Паризy. Овај универзитет је део IONIS Education Group. 
Мото универзитета је: L'air, l'espace, l'IPSA, што значи Ваздух, простор, ИПСА.

## Значајни алумни
- Ерик Булиер (1999), извршни директор Лотус Ф1[4]